# 朝鮮人民軍軍樂團

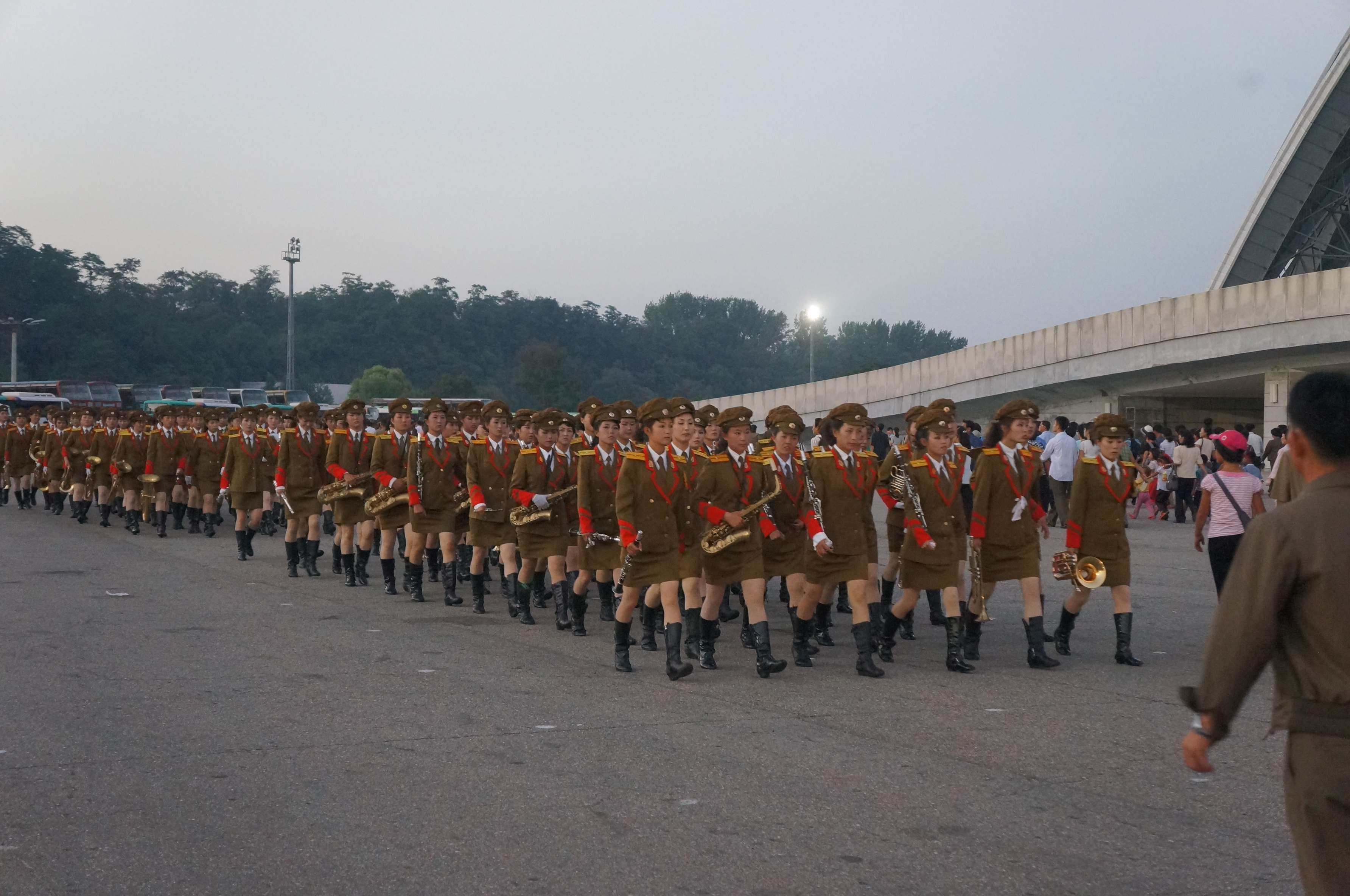
朝鮮人民軍軍樂團

朝鮮人民軍軍樂團（朝鲜语：／）是隸屬朝鮮人民軍的大型管樂樂團，韓戰後曾更名為最高司令部軍樂團，1980年代恢復原名。主要服務於朝鮮民主主義人民共和國及朝鮮人民軍的重大儀典和國事活動。曾獲得金日成勳章和一級軍旗勳章。其1972年為金日成誕辰而作的《歡迎曲》，被定為歷任最高領導人的出場樂曲。
2014年，金正恩曾視察朝鮮人民軍軍樂團並指導演奏會。